# Galbalcyrhynchus purusianus
El jacamará del Purús o jacamar castaño (Galbalcyrhynchus purusianus) es una especie de ave piciforme de la familia Galbulidae que vive en Sudamérica.

## Distribución y hábitat
Se encuentra en las selvas del oeste de Brasil, Perú oriental y noroeste de Bolivia.